# Општина Јонешти (Горж)
Јонешти (рум. Ioneşti) општина је у Румунији у округу Горж.
Oпштина се налази на надморској висини од 144 m.